# Kulîkiv, Radehiv
Kulîkiv (în ucraineană Куликів) este localitatea de reședință a comunei Kulîkiv din raionul Radehiv, regiunea Liov, Ucraina.

## Demografie
Componența lingvistică a localității Kulîkiv
     Ucraineană (99,68%)
     Alte limbi (0,16%)
Conform recensământului din 2001, majoritatea populației localității Kulîkiv era vorbitoare de ucraineană (99,68%), existând în minoritate și vorbitori de alte limbi.